# 静寂に抱かれる女
『静寂に抱かれる女』（しじまにだかれるおんな）は、山内大輔監督の日本映画。2016年11月4日公開。

## 概要
2016年11月4日に『人妻漂流　静寂のあえぎ』として成人映画館で公開。2017年7月、『OP PICTURES＋フェス2017』で86分の長編として再編集、『静寂に抱かれる女』とタイトルも改められて劇場公開された。このR15版は本編前に、本来監督が意図したバージョンではないことを明示するテロップが入っている。山内によればこれは配給元の大蔵映画から表現の過激さについて注意され、意味のあるシーンの削除に納得できず、テロップを加えたとのこと。人体解体シーンを短縮したうえ、刺激を和らげるため色調を変えており、冒頭のトラックに巻き込まれた娘のシーン、バラバラ死体をドラム缶で焼くシーン、同じく海に捨てるシーンをカットした。
2025年4月12日、新文芸坐で行われた「山内大輔レトロスペクティブ VOL.1 VISION OF HELL 地獄篇」において、前述の部分を完全に戻した『静寂に抱かれる女 完全版』が公開された。
全編を通して台詞がほとんどないのが特徴（喘ぎ声やため息、笑い声などの表現はある）で、これはいいセリフのある脚本がいい映画、という風潮への反発心から生まれた構想で、キム・ギドク『メビウス』の影響も受けたという。キム・ギドクの影響を示すため、監督作『魚と寝る女』から針金細工のモチーフを意図的に取り入れている。またセリフが一切ないという枠組みも嫌という天邪鬼な思いから、脇役が一言だけ発すシーンを設けたという。

## あらすじ
幼い娘を事故で亡くしたユリ子は、夫とも離婚。気持ちを改めるため娘のランドセルを背負い地方都市に出かけ、小さな弁当屋「お弁当のよしむら」で買い物をする。パート募集を見つけたユリ子は弁当屋で働き始める。ある日、毎日同じ弁当を2人分買いに来る常連客に橋を渡すのを忘れたユリ子は彼を追いかけ、川原に停めた「オンナ」と書かれた赤ちょうちんトラックで売春業を営み、静かに見守る男の姿を目撃する。

## 登場人物
ユリ子
演 - 朝倉ことみ
娘を交通事故で失い、罪の意識から逃れられない若い女。娘の形見である赤いランドセルをバッグ代わりに背負う。度々体を求められるが、自分の戒めとして受け入れている。
劇中登場人物が声を発しないのは、ユリ子が声が出ない程ショックを受けたことの表現である。
杏子
演 - 初芽里奈
佐藤の娘。高校生。両親とは仲が悪く、特に母親とは一切口を利かない。家庭教師である敦也には幾度となく肉体関係を迫られているが断っている。
マキ
演 - 真木今日子
山本のトラック内で売春する娼婦。
和子
演 - ほたる
佐藤の妻、杏子の母。重度のアルコール依存症で、それが原因で夫婦仲は冷え切っている。その一方、熟れた肉体を武器に淳也を誘い、度々ホテルで関係している。
山本
演 - 岡田智宏
毎日シャケ弁を買っていくサラリーマン風の男。市中に貼られている指名手配犯ポスターの男にも似た風貌。趣味で針金細工を作っている。
佐藤
演 - 森羅万象
家族経営の小さな弁当屋「お弁当のよしむら」の店主で料理人。閉店後の店内でユリ子に迫り無理やり関係を持っている。
淳也
演 - 小池琢也
杏子の家庭教師の大学生。杏子に告白も断られ続けている。それでも求め続けたことで事件が起こる。
ドライブイン店主
演 - 太三
地方都市幹線道路沿いで料理店を営む男。
主婦
演 - 和田光沙
客B
演 - マサトキムラ

## スタッフ
- 監督・脚本・編集：山内大輔
- 撮影監督：田宮健彦
- 録音：大塚学
- 編集：山内大輔
- 音楽：project T＆K
- 助監督：江尻大
- スチール：本田あきら
- 特殊メイク・造形：土肥良成
- 協力：はきだめ造型、(株)TRIDOM、鈴木裕司
- 仕上げ：東映ラボ・テック
- 製作：VOID FILMS
- 提供・配給：オーピー映画